# Battaglia di Toucheneau
La battaglia di Toucheneau è stata una battaglia della quinta guerra di Vandea combattuta il 30 maggio 1832 a Vergéal.

## Preludio
Nel 1832, nel quadro delle sollevazioni dei legittimisti, un piccolo esercito di vandeani dell'armata cattolica si formò presso il paese di Vitré nell'Ille-et-Vilaine,  comandati da Malnoë, Alexandre Courson de Villevalio e Jean-François Le Nepvou de Carfort. Ad essi si aggiunsero anche alcuni vecchi combattenti come Louis Hubert e Pierre Carré detto Piquet.
I vandeani di Vitré vennero segnalati alle autorità alla fine del mese di maggio quando la duchessa di Berry decise di agire all'inizio di giugno.
Il 26 maggio, i vandeani saccheggiarono la casa del sindaco di Val-d'Izé, poi 450 di loro si radunarono a Parcé il 27 maggio. Due giorni dopo, un primo scontro avvenne presso Saint-M'Hervé, causando alcuni feriti.

## La battaglia
Il 30 maggio 1832, 800 vandeani si rifugiarono nelle brughiere di Touchenault (Toucheneau), nei pressi della fattoria dei Gaudinière a Vergéal, al limite di Domalain. Qui vennero attaccati dalle truppe orleaniste, forti di 65 guardie nazionali provenienti da Vitré, 35 soldati del 56º reggimento di fanteria di linea e del 16º fanteria leggera e 3 gendarmi, tutti diretti dal generale de Castres.
Secondo la testimonianza di un tenente della guardia nazionale di Rennes: «i vandeani vennero sorpresi presso Vergeal (...). Guidati dal coraggioso Morin, tutti fecero il loro dovere e la banda, che contava quasi 600 uomini, fu smantellata in venti minuti. Un sollievo abbastanza opportuno fu l'improvviso arrivo di un distaccamento di volteggiatori. Da una parte si ebbero un morto e sei feriti; ma i vandeani lasciarono sul campo venticinque uomini. (...) Molti giovani nobili presero parte a questo scontro, ma nessuno di loro rimase tra i morti. (...) Non finirei più di discorrere se vi raccontassi tutto quello che ho imparato nel combattimento di Vergeal (se così possiamo chiamarlo). Ci resta solo una paura, ovvero che i vandeani dispersi riescano a sollevarsi nuovamente (...) ».
I contadini locali, inesperti, vennero messi in rotta. I veterani Hubert e Piquet rimasero uccisi in azione mentre facevano la guardia a un prigioniero di nome Dubourg, che era stato arruolato a forza dai vandeani, e che venne poi condannato a morte da un'improvvisata corte marziale per tentata diserzione e spionaggio a danno degli orleanisti..

## Perdite e conseguenze
I vandeani riportarono 40 morti e 40 feriti, gli orleanisti 5 morti e 3 feriti. Qualche contadino locale venne catturato, ma la maggior parte di loro affermò di essere stato reclutato con la forza e venne quindi rilasciata.
Il 18 febbraio 1833, sei capi insorti vennero giudicati a Rennes. Due di questi, Chadeysson, vecchio membro della guardia del corpo di Carlo X, e Tharin, detto Capitaine Cancan, vennero condannati alla deportazione, mentre gli altri vennero rilasciati.